# Артыкбаев, Жамбыл Омарович
Жамбыл Омарович Артыкбаев (каз. Жамбыл Омарұлы Артықбаев; род. 20 августа 1959, Бухар-Жырауский район, Карагандинская область) — казахстанский историк, преподаватель и общественный деятель, доктор исторических наук, профессор Евразийского национального университета имени Л. Н. Гумилёва.

## Биография
Родился 20 августа 1959 года в селе Жанакала Бухар-Жырауского района Карагандинской области. Происходит из подрода каржас рода суйиндык племени аргын. 1975 году окончил казахскую школу-интернат № 2 г. Караганды. 1975—1979 гг. учился в Карагандинском политехническом институте. С 1979 по 1984 год учился на историческом факультете Карагандинского государственного университета. С 1986—1989 гг. прошел аспирантуру при Институте истории, археологии и этнографии им. Ч. Валиханова (ныне Институт истории и этнологии им. Ч. Ч. Валиханова). В 1989 году защитил кандидатскую диссертацию на тему «Этносоциальная структура казахов Северо — Центрального Казахстана во второй половине XIX века» (научный руководитель доктор исторических наук, профессор Аргынбаев Х.). В 1997 году на диссертационном совете при Институте истории и этнологии им. Ч. Валиханова защитил докторскую диссертацию на тему: «XVIII ғасырдагы қазақ қоғамының этно-әлеуметтік құрлымы» (научный руководитель, доктор исторических наук, профессор О. Исмагулов).

## Трудовая деятельность
- 1990—1997 — преподаватель кафедры истории Казахстана КарГУ
- 1997—2000 — заведующий кафедрой археологии, этнологии и истории Казахстана КарГУ им. Е. А. Букетова
- С декабря 2000 года по сентябрь 2001 года декан исторического факультета КарГУ им. Е. А. Букетова
- 2003—2008 — заведующий кафедрой этнологии, культурологии и археологии, и. о. директора НПЦ ЭСА им. Х.Аргынбаева Павлодарский государственный университет им. С.Торайгырова
- 2008—2009 — заместитель директора Института истории государства КН МОН РК (г. Астана)
- С 2.07.2009 по настоящее время — профессор кафедры «Археология и этнология», старший научный сотрудник научно исследовательского центра «Еуразия» ЕНУ им. Л. Н. Гумилёва

## Научная деятельность
Автор более 300 научных публикаций, в том числе в том числе 6 монографий, 11 учебников и учебных пособий. В 2008—2012 годах Ж. О. Артыкбаев совместно с издательством «Ата Мура» подготовил энциклопедический справочник «История Казахстана» для среднего образования, объем которого составляет более 500 страниц на двух языках.
Ученый подготовил 15 кандидатов исторических наук по специальностям «История» и «Этнография, этнология и антропология».
- «Этносоциальная структура казахов Северо-Центрального Казахстана во второй половине 19 в.» (1989)
- «История Казахстана в 19 в.» (1992)
- «Бухар жырау. Двенадцать историй» (1994)
- «Этносоциальная структура казахского общества в 18 в.» (1997)
- «Казахское общество в 19 в.: традиции и инновации» (1993)
- «История Казахстана» (1999)
- «Сарыарка — колыбель степной цивилизации» (1999)
- «Этнология и этнография» (2001)
- «Казахское общество: традиции и инновации» (2003)
- Лекции по философии истории. Первая часть. — Алматы: Эверо (2017)
- Қаз дауысты Қазыбек би. Алматы (2017)
- «Әнет баба: ғұмыры мен заманы» (соавтор) Астана (2017)
- «Кочевники Евразии в калейдоскопе веков и тысячелетий». Астана-Москва (2017)
- «Қазақтар: дәстүр және қазіргі заман» (тарихы, дәстүрлі шаруашылығы, материалдық және рухани мәдениеті, қоғамдық-саяси дамуы). — Астана (2016)
- «Казахи: традиции и современность» (история, традиционное хозяйство, материальная и духовная культура, общественно политическое развития). — Астана (2016)
- «Узбеки Казахстана: история, хозяйства и культура, духовная жизнь и современность». — Астана (2016)
- «История Казахстана». Учебник для СУЗ-ов. — Астана, Фолиант,2016.
- «Қазақ мемлекеттілігі: тарихы, саяси және әкімшілік құрылымы, басқару институттары». — Астана (2016)

## Награды и звания
- доктор исторических наук (1998)
- профессор (2009)
- Академик Академии социальных наук Республики Казахстан (2006)
- Нагрудный знак «За заслуги в развитии науки Республики Казахстан» (2004)
- Стипендиат государственной стипендии для учёных и специалистов, внёсших выдающийся вклад в развитие науки и техники (2005—2008)
- «Лучший преподаватель вуза — 2012 РК» (2012)
- Золотая медаль Ассамблеи народа Казахстана «Бірлік» (2017)
- Нагрудный знак «Білім және ғылым қызметкерлерінің кәсіподағына сіңірген еңбегі үшін» (2017)
- Нагрудный знак «Лучший краевед» (2018)
- «Почетный гражданин Бухар-Жырауского района» Карагандинской области (2019)

## Критика
Казахстанский историк Н. Э. Масанов критикует тезис Артыкбаева о том, что «история Казахского государства начинается с III тыс. до и. э. и имеет не менее чем пятитысячелетнюю временную протяженность», и его «беспочвенные притязания на роль первооткрывателей „истинной“ истории Казахстана». Также Масанов считает методы использования Артыкбаевым казахских шежире в качестве исторического источника некорректными и пишет, что работа Артыкбаева «История Казахстана (двенадцать лекций)» — это «механический набор различных устаревших историографических догм и мифологических штампов о дореволюционном прошлом казахов».
Казахстанский историк С. Ш. Казиев также критикует методы использования Артыкбаевым казахских шежире, в ходе которых Артыкбаев отодвигает «время появления легенды об Алаша-хане — мифическом прародителе казахов, в эпоху древних авестийских ариев
и туров». Казиев отмечает, что по мнению Артыкбаева «все индоевропейские и алтайские народы имеют общие корни в коневодческой цивилизации Южного Урала и Северного Казахстана», подлинными носителями государственнической традиции которой объявляются казахи. Казиев считает, что в работах Артыкбаева «ярко и в наукообразной форме прослеживается стержневая идея крайнего автохтонного дискурса, построенного на отстаивании этногенетической и этнокультурной преемственности населения с древнейших времен и до наших дней, от ведических ариев и авестийских туров до современных казахов».